# The Cult Is Alive
The Cult Is Alive è l'undicesimo album in studio del gruppo musicale black metal norvegese Darkthrone, pubblicato il 27 febbraio 2006 dalla Peaceville Records.
Il disco ha segnato il definitivo affermarsi delle influenze punk nel sound della band, particolarmente evidente in tracce come Too Old, Too Cold.
Il disco è stato pubblicato anche come special edition contenente il video di Too Old, Too Cold e un poster, e come vinile grigio in edizione limitata. Nel gennaio 2007 la Black Metal Attack Records ha ripubblicato The Cult Is Alive in edizioni limitata digipack con l'aggiunta dell'EP Too Old Too Cold.

## Tracce
1. The Cult of Goliath – 4:02
2. Too Old, Too Cold – 3:04
3. Atomic Coming – 4:51
4. Graveyard Slut – 4:04
5. Underdogs and Overlords – 4:02
6. Whisky Funeral – 3:59
7. De underjordiske (Ælia Capitolina) – 3:14
8. Tyster på Gud – 3:09
9. Shut Up – 4:46
10. Forebyggende krig – 3:41

### The Cult Is Alive/Too Old Too ColdEP
1. Too Old Too Cold
2. High on Cold War
3. Love in a Void
4. Graveyard Slut

## Formazione
- Nocturno Culto – chitarra, basso, voce, missaggio, ingegneria del suono
- Fenriz – batteria, voce in Graveyard Slut, voce di sottofondo in Forebyggende krig, chitarra in Tyster på Gud

Crediti
- Metalion - fotografia
- Kim Sølve - artwork, design
- Trine Paulsen - artwork, design

## Accoglienza
La critica ha reagito in modo contrastante al cambio di stile: se All Music Guide lo ha definito uno dei migliori album dei Darkthrone, Piero Scaruffi lo ha considerato confuso e in bilico tra punk e black metal.

## Classifiche
| Classifica (2006)      | Posizione |
| ---------------------- | --------- |
| Norwegian Albums Chart | 22        |